# 御殿場市立東小学校
御殿場市立東小学校（ごてんばしりつ ひがししょうがっこう）は、静岡県御殿場市西田中にある公立小学校。

## 沿革
- 1989年（平成元年）
  - 3月2日 - 御殿場市は、新設小学校名を「東小学校」と決定。
  - 7月20日 - 校舎起工式。
- 1990年（平成2年）
  - 7月27日 - 体育館起工式。
  - 11月17日 - 校章決定。
  - 12月23日 - 校歌制定。
- 1991年（平成3年）
  - 4月1日 - 開校式挙行。
  - 5月24日 - 屋内運動場完成。
  - 5月29日 - プール完成（全天候型）。
  - 8月31日 - 屋外運動場完成。
  - 9月29日 - 創立記念大運動会開催。
  - 11月30日 - 「せせらぎ」完成。
  - 12月3日 - ロータリー完成。秩父宮家より樹木寄贈。
  - 12月9日 - 創立記念式典（落成式）挙行。
- 1992年（平成4年）3月17日 - 門扉完成。県グリーンバンク植栽完了。
- 1993年（平成5年）
  - 1月25日 - ロータリーへ校歌碑建立。
  - 3月9日 - 体育館へ校歌額を設置（卒業記念製作）。
  - 3月19日 - 体育器具庫、外便所、手洗い場、階段完成。
- 1995年（平成7年）8月2日 - 創立5周年記念事業として、飼育舎拡大。
  - 8月27日 - 創立5周年記念事業として、校門付近に花壇設置。
  - 9月25日 - 創立5周年記念運動会開催。
  - 10月13日 - 創立5周年記念として、「イチイ」植樹。
  - 12月2日 - 創立5周年記念持久走大会開催。卒業記念事業として、校門付近に庭園灯設置。
  - 12月9日 - 創立5周年記念式典と除幕式を挙行。学習発表会開催.。
- 1998年（平成10年）1月16日 - 積雪により、プール屋上に被害発生。
- 2000年（平成12年）
  - 6月30日 - 屋外プール屋根架設工事完了。
  - 8月30日 - 創立10周年記念事業として、「せせらぎ」整備。
  - 11月18日 - 創立10周年記念式典と除幕式挙行。アトラクション開催。
- 2001年（平成13年）- 放課後児童教室御殿場小学校分教場として開設。
- 2011年（平成23年）3月31日 - 屋外プール上屋撤去、フェンス設置工事完了。南棟1階児童トイレ洋式化工事完了。
- 2012年（平成24年）3月31日 - 南棟2階西側児童トイレ洋式化工事完了。
- 2013年（平成25年）3月31日 - 南棟2階東側児童トイレ洋式化工事完了。
- 2014年（平成26年）3月31日 - 南棟3階東側児童トイレ洋式化工事完了。
- 2015年（平成27年）3月31日 - 南棟3階西側児童トイレ洋式化工事完了。
- 2017年（平成29年）3月10日 - 北棟1階職員トイレ洋式化工事完了。
- 2018年（平成30年）8月22日 - 外トイレ男女、北棟2階と3階および南棟1階児童トイレ洋式化工事完了。
- 2020年（令和2年）2月27日 - 全教室エアコン設置工事完了。

## 学区
- 御殿場・深沢・東田中（字沓間）・栢ノ木・西田中（北原組・栢の木組）

## 周辺
- 御殿場上町郵便局
- 静岡県道・神奈川県道78号御殿場大井線
- 市営御殿場団地
- 抜川
- 静岡県立御殿場高等学校

## アクセス
- 富士急モビリティ駿河小山線・小山線・小山高線・東山循環線で、「仲町」バス停下車後、徒歩435m・約7分。
- JR御殿場線御殿場駅から、上述の路線バスで、「仲町」バス停まで7分（逆方向の駅方面行は10分）、下車後徒歩。
- 東名高速道路御殿場IC（第二出入口）から、車で、約3km・約6分（国道138号経由）。